# Ronde van Lombardije 1942
De Ronde van Lombardije 1942 was de 38e editie van deze eendaagse Italiaanse wielerwedstrijd, en werd verreden op zaterdag 17 oktober 1942. Het parcours leidde van Milaan naar Milaan en ging over een afstand van 184 kilometer. De wedstrijd werd gewonnen door de Italiaan Mario Ricci in een sprint. In de uitslag zijn er 20 renners als zevende geclassificeerd.

## Uitslag
| Ronde van Lombardije 1942 |                    |         |          |
| Plaats                    | Naam               | Ploeg   | Tijd     |
| Winnaar                   | Aldo Bini          | Bianchi | 5u06'03" |
| 2                         | Gino Bartali       | Legnano | z.t.     |
| 3                         | Quirino Toccaceli  |         | z.t.     |
| 4                         | Cino Cinelli       | Bianchi | z.t.     |
| 5                         | Glauco Servadei    | Bianchi | z.t.     |
| 6                         | Marcello Spadolini |         | z.t.     |

1905 · 1906 · 1907 · 1908 · 1909 · 1910 · 1911 · 1912 · 1913 · 1914 · 1915 · 1916 · 1917 · 1918 · 1919 · 1920 · 1921 · 1922 · 1923 · 1924 · 1925 · 1926 · 1927 · 1928 · 1929 · 1930 · 1931 · 1932 · 1933 · 1934 · 1935 · 1936 · 1937 · 1938 · 1939 · 1940 · 1941 · 1942 · 1943 · 1944 · 1945 · 1946 · 1947 · 1948 · 1949 · 1950 · 1951 · 1952 · 1953 · 1954 · 1955 · 1956 · 1957 · 1958 · 1959 · 1960 · 1961 · 1962 · 1963 · 1964 · 1965 · 1966 · 1967 · 1968 · 1969 · 1970 · 1971 · 1972 · 1973 · 1974 · 1975 · 1976 · 1977 · 1978 · 1979 · 1980 · 1981 · 1982 · 1983 · 1984 · 1985 · 1986 · 1987 · 1988 · 1989 · 1990 · 1991 · 1992 · 1993 · 1994 · 1995 · 1996 · 1997 · 1998 · 1999 · 2000 · 2001 · 2002 · 2003 · 2004 · 2005 · 2006 · 2007 · 2008 · 2009 · 2010 · 2011 · 2012 · 2013 · 2014 · 2015 · 2016 · 2017 · 2018 · 2019 · 2020 · 2021 · 2022 · 2023 · 2024 · 2025